# Aeroporto di Lanzarote
L'Aeroporto di Lanzarote (IATA: ACE, ICAO: GCRR) (in spagnolo: Aeropuerto de Lanzarote) è un aeroporto situato a 5 km da Arrecife, presso l'isola di Lanzarote in Spagna. Gestisce principalmente voli verso numerosi aeroporti europei, muovendo centinaia di migliaia di turisti ogni anno; opera anche voli interni alla Spagna.

## Storia
Negli anni trenta divenne evidente la necessità di un aeroporto sull'isola per collegarla con le altre isole e con la parte continentale della Spagna. Successivamente venne costruito un campo di volo a Llanos de Gaucimeta e il primo aereo che atterrò all'aeroporto fu un Junkers Ju 52 EC-DAM: era il 24 luglio 1941.
La Spanish Air Force capì subito che era necessario un aeroporto fisso per compiti difensivi e questo fu costruito ad Arrecife. Nel 1946 l'aeroporto accettò momentaneamente anche voli civili e furono aumentati i servizi per i passeggeri, compreso un allungamento della pista e una rampa in più.
Di seguito venne costruito un nuovo terminal con un centro di controllo e il 3 marzo 1970 iniziarono a partire e ad atterrare voli internazionali e nazionali. L'aumento di traffico nell'aeroporto rese necessario l'inserimento di alcuni nuovi strumenti per il volo: vennero quindi installati Distance Measuring Equipment (DME), Instrument Landing System (ILS) e VHF Omnidirectional Range (VOR) sulla pista 03/21. Inoltre venne rinnovata l'illuminazione della pista e fu anche costruita una stazione dei pompieri.
 Nel 1999 venne costruito un nuovo terminal (Terminal 1) con una capacità di 6 milioni di passeggeri all'anno. Da allora, il vecchio terminal è stato ristrutturato ed è stato riconvertito in Terminal 2, dedicato ai voli fra le isole e per la Spagna continentale.
Oggi l'aeroporto è dotato di un considerevole numero (oltre una trentina) di desk per il check-in. All'interno dell'area imbarchi, è presente una sala VIP e numerosi negozi duty free. Mentre nella sala bagagli, all'arrivo, è presente solo una rivendita di sigarette.

## Museo dell'Aviazione
Nel 2002, in risposta ad un crescente interesse da parte dei passeggeri e degli abitanti dell'isola circa la storia dell'aviazione di Lanzarote, Aena decise di utilizzare il terminal di Guacimeta come museo dell'aviazione. Il museo fornisce una semplice e dettagliata panoramica sulla storia dell'aviazione sull'isola. Ci sono numerose presentazioni audio-visive. È aperto dalle 10 alle 14 ogni giorno, tranne il lunedì, ed è disponibile un tour.

## Incidenti
- Il 31 ottobre 2008, un aereo della Air Europa proveniente da Glasgow, superò la pista. Non ci furono feriti fra i 74 passeggeri e i membri dell'equipaggio.[2]

## Evoluzione di traffico di passeggeri
| Anno                                | Passeggeri | Incremento annuale (%) |
| ----------------------------------- | ---------- | ---------------------- |
| 2004                                | 5.517.136  | 2,5                    |
| 2005                                | 5.467.499  | -0,9                   |
| 2006                                | 5.626.087  | +2,9                   |
| 2007                                | 5.625.580  | 0,0                    |
| 2008                                | 5.438.178  | -3,3                   |
| 2009                                | 4.701.669  | -13,5                  |
| 2010                                | 4.938.343  | +5,0                   |
| 2011                                | 5.543.744  | +12,3                  |
| 2012                                | 5.168.775  | 6,8                    |
| 2013                                | 5.334.599  | 3,2                    |
| 2014                                | 5.882.691  | +10,3                  |
| 2015                                | 6.128.971  | +4,2                   |
| 2016                                | 6.683.966  | +9,1                   |
| 2017                                | 7.389.025  | +10,5                  |
| 2018a                               | 3.503.356  |                        |
| a: Primo semestre                   |            |                        |
| Fonte: Aeropuerto de El Prat, AENA. |            |                        |